# Alexander Gordon, I conte di Huntly
Alexander Gordon, I conte di Huntly (... – 15 luglio 1470), è stato un nobile scozzese.

## Biografia
Era figlio di Alexander Seton (?-1440), secondo figlio di sir William Seton, e di sua moglie Elizabeth Gordon (?-16 marzo 1439), figlia ed erede di sir Adam Gordon di Ilk (ucciso nel 1402 nella battaglia di Homildon Hill).
Fu nominato cavaliere nel 1439/40 e fu signore di Badenoch e Cluny. Ebbe un rapporto di amicizia con William Crichton, cancelliere di Scozia.
Prima del 3 luglio 1445, il re Giacomo II di Scozia lo nominò conte di Huntly, come parte di un accordo di pace tra le fazioni Crichton e Douglas-Livingston.

## Matrimonio
Sposò, in prime nozze, Egidia, figlia di sir John Hay di Tillibody. Ebbero un figlio:
- Alexander, antenato dei Seton di Touch e Abercorn.

Nel 1438 sposò Elizabeth Crichton. Ebbero otto figli, ognuno dei quali ha preso il cognome di Gordon:
- George Gordon, II conte di Huntly
- sir Alexander Gordon di Midmar
- Adam Gordon, preside della Caithness
- William Gordon
- lady Margaret Gordon (?-9 novembre 1457)
- lady Elizabeth Gordon (^-17 aprile 1500), sposò Nicholas Hay, II conte di Erroll, ed ebbero figli, e poi come seconda moglie, John Kennedy, II lord Kennedy
- lady Christian Gordon, sposò William Forbes, III lord di Forbes, l'8 luglio 1468, ed ebbero figli
- lady Catherine Gordon (?-30 settembre 1461)

## Morte
Morì nel 1470 e fu sepolto nella cattedrale di Elgin.